# مسك الليل
مسك الليل أو ياسمين الليل (الاسم العلمي: Cestrum nocturnum)، نبات ينتمي إلى فصيلة الباذنجانية.

## الوصف النباتي
شجيرة دائمة الخضرة، سريعة النمو وكثيرة الفروع، يصل ارتفاعها إلى 3 أمتار، جذورها منتشرة محليًا. لها أوراق بسيطة متبادلة رمحية الشكل، أزهاره أنبوبية بيضاء اللون تجمع في عناقيد وتتفتح في الليل. توجد أنواع أخرى لها أزهار صفراء أو بنفسجية اللون. تحتوي ثمار الشجيرة على بذور صغيرة.

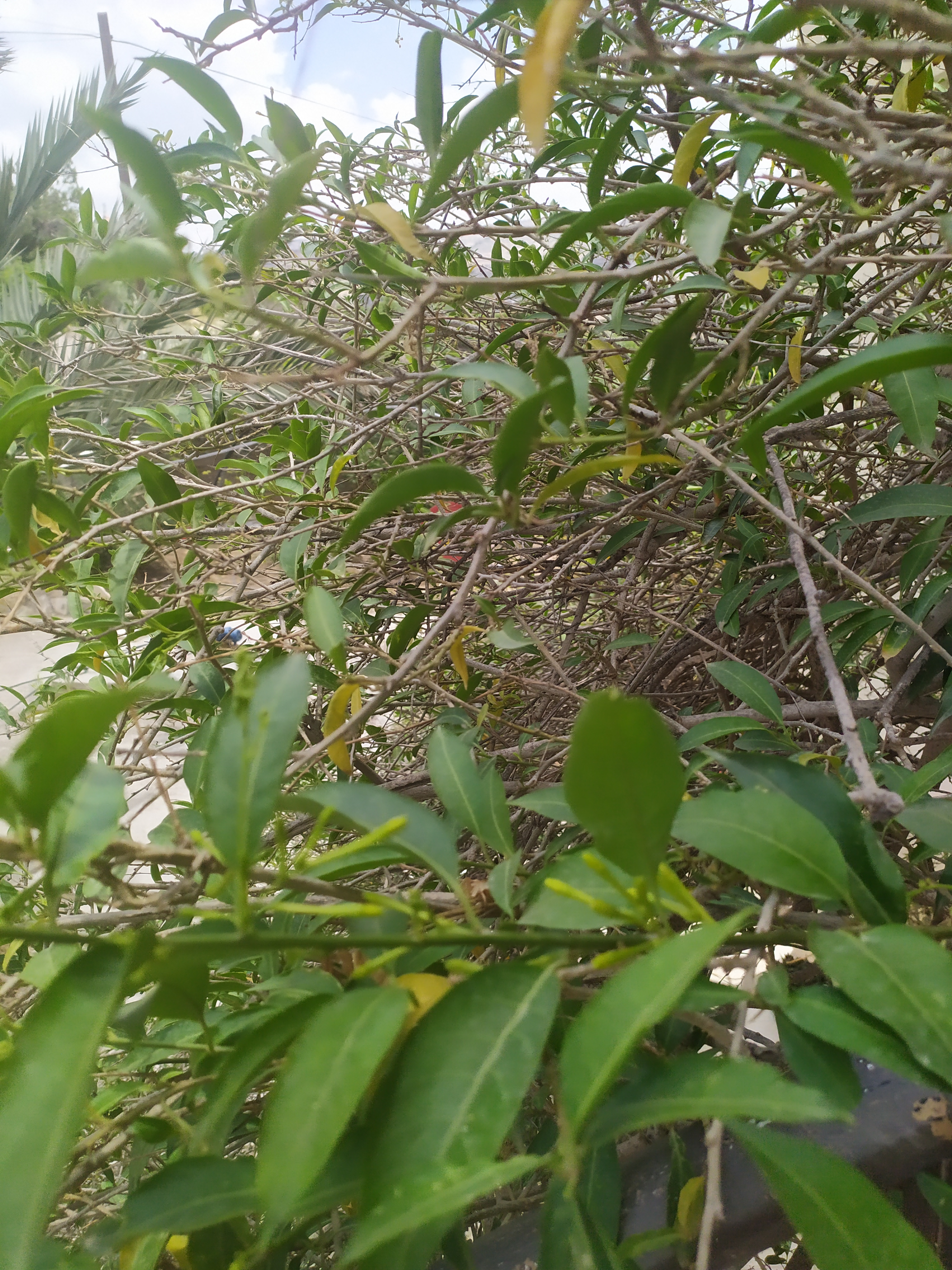
مسك الليل

تنتج كتل من الزهور ذات الرائحة الفواحة وتطلق النبتة أريجها في المساء عندما تتفتح أزهارها. ومن هنا جاء اسمها كما أن الرائحة العطرية التي تطلقها شديدة القوة بحيث تصل إلى مسافة بعيدة عن النبتة. تزهر نبتة مسك الليل على فترات متقطعة.

## مجال الإنتشار
بما أن المناطق الأصلية للنبات هي أمريكا الوسطى، فإن النبات ينتشر في جميع المناطق المدارية وشبه المدارية. وينتشر حاليًا بكثرة في منطقة حوض البحر الأبيض المتوسط.

## الزراعة
زراعة مسك الليل سهلة. يتكاثر عن طريق العقل الخضراء في الربيع والعقل نصف الجافة في الخريف. يحب نبات مسك الليل الأراضي الغنية، جيدة الصرف. يزرع في المناطق المشمسة أو قليلة الظل. كما أنه مقاوم للبرد لكن ليس أقل من 3 درجات تحت الصفر.

## الاستعمال
تستخدم للزينة في الحدائق الخاصة والعامة والمنتزهات، كما تستخدم كسياج، كما انها مفيدة في طرد البعوض[بحاجة لمصدر]